# System równoległy
System równoległy (ang. parallel system) – system luźno (brak pamięci dzielonej) lub ściśle (pamięć dzielona) powiązanych procesorów, w którym możliwe jest równoległe wykonywanie wielu procesów. Systemy takie pokonują fizyczne bariery mocy obliczeniowej wynikające z istnienia granicznego stopnia scalania układów elektronicznych.